# Weldon B. Heyburn

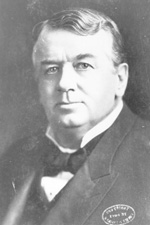
Weldon B. Heyburn

Weldon Brinton Heyburn (* 23. Mai 1852 bei Chadds Ford, Delaware County, Pennsylvania; † 17. Oktober 1912 in Washington D.C.) war ein US-amerikanischer Politiker (Republikanische Partei), der den Bundesstaat Idaho im US-Senat vertrat.
Weldon Heyburn besuchte zunächst die öffentlichen Schulen, später dann das Maplewood Institute in Concordville und schließlich die University of Pennsylvania in Philadelphia. Danach studierte er die Rechtswissenschaften und wurde 1876 in die Anwaltskammer aufgenommen, woraufhin er in Media als Jurist zu praktizieren begann. 1883 zog er ins Shoshone County im Norden des Idaho-Territoriums und ging dort in Wallace seinem Beruf nach.
1889 nahm Heyburn als Delegierter an der Konferenz zur Erarbeitung einer Verfassung für den neuen Bundesstaat Idaho teil; im Jahr darauf erfolgte dann der Beitritt zur Union. Sein erster Versuch, ein politisches Mandat in der Bundeshauptstadt zu erringen, schlug 1898 fehl, als er bei der Wahl zum Repräsentantenhaus der Vereinigten Staaten Edgar Wilson von der Silver Republican Party unterlag, einer Abspaltung der Republikaner. Dafür gewann er 1902 die Wahl zum US-Senator, wobei er sich gegen William Edgar Borah, ebenfalls Mitglied der Republikanischen Partei, durchsetzte.
Nach sechs Jahren erfolgte 1908 die Wiederwahl durch das Staatsparlament von Idaho. Heyburn starb jedoch vor Ablauf seiner zweiten Amtsperiode im Oktober 1912 in Washington. Während seiner Zeit im Senat war er unter anderem Vorsitzender des Committee on Manufactures. Nach ihm benannt sind die Stadt Heyburn im Minidoka County und der Mount Heyburn, ein Berg in der Sawtooth Range der Rocky Mountains.